# 848
Évszázadok: 8. század – 9. század – 10. század
Évtizedek: 790-es évek – 800-as évek – 810-es évek – 820-as évek – 830-as évek – 840-es évek – 850-es évek – 860-as évek – 870-es évek – 880-as évek – 890-es évek
Évek: 843 – 844 – 845 – 846 –  847 – 848 – 849 – 850 – 851 – 852 – 853

## Események

### Európa
- Kopasz Károly, I. Lothár és Német Lajos frank királyok Koblenzben tartanak találkozót.
- Orléans-ban Kopasz Károlyt a Nyugati frank királyság és Aquitánia királyává koronázzák.
- Meghal Sunifred, Barcelona grófja. Septimaniai Vilmos herceg diplomáciával és ármánykodással félreállítja a Kopasz Károly király által kinevezett utódot, Alerant és megszerzi magának Barcelonát és Empúriest.
- Asztúriában felszentelik a Santa María del Naranco palota-templom komplexumot.
- A mainzi zsinaton eretneknek nyilvánítják Orbais-i Gottschalkot és nyilvános korbácsolásra, valamint műveinek elégetésére ítélik.
- A vikingek a frank flotta közbelépése ellenére kifosztják Bordeaux-t.
- Az arabok elfoglalják a szicíliai Ragusa városát.

### India
- Dél-Indiában Vidzsajálaja Csóla megalapítja a Csóla Birodalmat.

## Születések
- III. Alfonz, asztúriai király
- Carloman, Kopasz Károly fia

## Halálozások
- I. Sunifred, barcelonai gróf

## Fordítás
- Ez a szócikk részben vagy egészben  a(z)   848 című angol Wikipédia-szócikk ezen változatának fordításán alapul.  Az eredeti cikk szerkesztőit annak laptörténete sorolja fel. Ez a jelzés csupán a megfogalmazás eredetét és a szerzői jogokat jelzi, nem szolgál a cikkben szereplő információk forrásmegjelöléseként.